# قصه شب یلدا (مجموعه تلویزیونی)
قصه شب یلدا یک مجموعه تلویزیونی به کارگردانی فریال بهزاد است که در سال ۱۳۷۹ ساخته شد.

## خلاصه داستان
در مراسم تقدیری که به افتخار یک هنرمند قلم‌زن و فعالیت‌های حرفه‌ای‌اش برپاست، وی خاطرات گذشته خود را از سال ۱۳۳۰ به اینسو، بازگو می‌کند.

## بازیگران
- حسن اکلیلی
- جمشید صدری
- سعید محقق
- مرتضی حسینی
- مهتاب حسینی
- مهدی شهداد
- عذرا ابدالی
- مینا فرامرزی
- سیمین زرین‌فر
- افسانه هاشمی
- استاد جعفر حیدری
- سپهر آزادی